# Kryostega
Kryostega (лат.) — вымерший род темноспондильных амфибий из среднего триаса Антарктики. Род выделен на основе единственного образца, найденного в 1986 году исследовательской командой во главе с палеонтологом Уильямом Х. Хаммером из колледжа Августана, который сейчас находится в коллекции Американского музея естественной истории (AMNH 24419).

## Описание

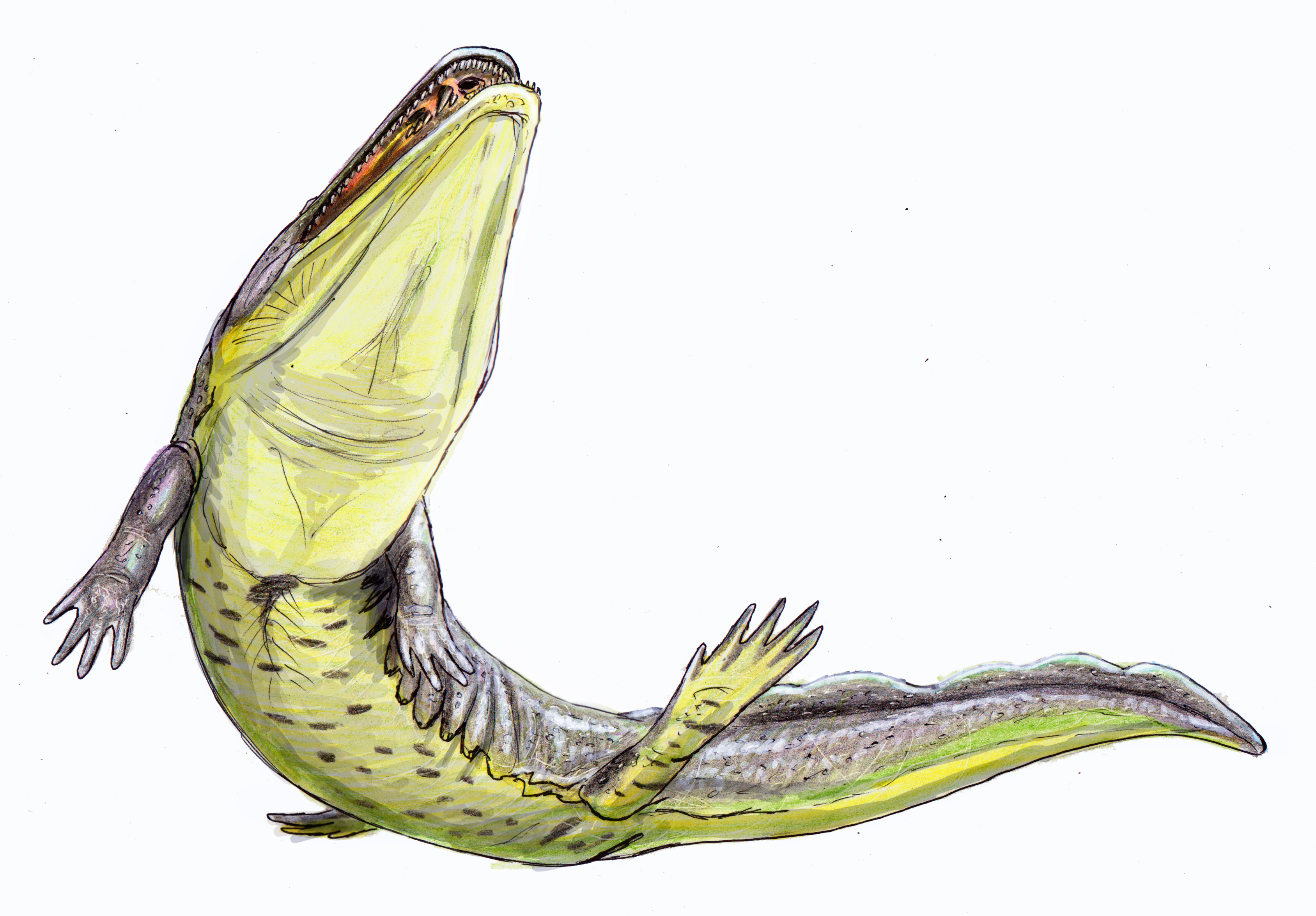
Реконструкция

Голотип состоит из неполного рыла, включая части правой и левой предчелюстной кости, частичную левую верхнюю челюсть, обе слёзные кости, небольшую часть левой носовой кости, сошник и фрагмент нёбной кости. Сохранилось много частичных зубов, хотя многие из них отколоты у оснований. Представленная часть черепа достигает 27 см в длину и 21 см в ширину, на основе этого предполангаемая общая длина черепа составляла 1 м (Sidor et al., 2008; p. 657). Общая длина животного оценивается в 4,57 м. Образец немного повредился при извлечении, и передняя сторона окаменелости представлена лучше, чем дорсальная. В род включают единственный вид Kryostega collinsoni, названный в честь антарктического учёного Джима Коллинсона.

## Классификация
У Sidor et al. (2008; p. 659—660) заключается, что Kryostega является представителем семейства Heylerosauridae или базальным Mastodonsauridae в группе Stereospondyli, хотя исследователи предложили и альтернативное филогенетическое дерево с возможной принадлежностью таксона к Trematosauroidea, отметив, что только дополнительные и более полные образцы животного решат проблему его классификации.

## Палеоэкология
Kryostega найдена в верхних слоях формации Фремау в долине Гордон в центральных Трансантарктических горах. Эта часть формации Фремау в основном состоит из мощной 300-метровой толщи косослоистых вулканокластических песчаников. Kryostega извлечена из тонкого конгломерата алевролитовых булыжников из этих пластов, в 70 м от основания верхней части. В этих же слоях найдены ископаемые остатки циногната (Cynognathus), дицинодонта из группы Kannemeyeriiformes, гомфодонтного цинодонта и ещё один вид крупного темноспондила. Согласно Sidor et al. (2008; p. 661—662) «…предполагаемая высокая широтность долины Гордон того времени подвергла бы её длительным периодам непрерывной темноты в зимние месяцы», и что находка крупной полуводной амфибии в этих слоях — «… доказательство неожиданного экологического разнообразия на полярном круге в триасе».